# Пайк-Крик (тауншип, Миннесота)
Пайк-Крик (англ. Pike Creek) — тауншип в округе Моррисон, Миннесота, США. На 2000 год его население составило 932 человека.

## География
По данным Бюро переписи населения США площадь тауншипа составляет 87,5 км², из которых 87,0 км² занимает суша, а 0,4 км² — вода (0,50 %).

## Демография
По данным переписи населения 2000 года здесь находились 932 человека, 316 домохозяйств и 257 семей.  Плотность населения —  10,7 чел./км².  На территории тауншипа расположено 323 постройки со средней плотностью 3,7 построек на один квадратный километр. Расовый состав населения: 98,39 % белых, 0,11 % афроамериканцев, 0,43 % коренных американцев, 0,11 % — других рас США и 0,97 % приходится на две или более других рас. Испанцы или латиноамериканцы любой расы составляли 0,64 % от популяции тауншипа.
Из 316 домохозяйств в 40,2 % воспитывались дети до 18 лет, в 71,5 % проживали супружеские пары, в 5,1 % проживали незамужние женщины и в 18,4 % домохозяйств проживали несемейные люди. 15,2 % домохозяйств состояли из одного человека, при том 8,2 % из — одиноких пожилых людей старше 65 лет. Средний размер домохозяйства — 2,95, а семьи — 3,28 человека.
30,6 % населения — младше 18 лет, 6,5 % — в возрасте от 18 до 24 лет, 27,7 % — от 25 до 44, 23,4 % — от 45 до 64, и 11,8 % — старше 65 лет. Средний возраст — 37 лет. На каждые 100 женщин приходилось 109,4 мужчин.  На каждые 100 женщин старше 18 приходилось 110,1 мужчин.
Средний годовой доход домохозяйства составлял 43 882 доллара, а средний годовой доход семьи —  47 273 доллара. Средний доход мужчин —  32 083 доллара, в то время как у женщин — 21 905. Доход на душу населения составил 16 883 доллара. За чертой бедности находились 3,8 % семей и 6,0 % всего населения тауншипа, из которых 3,1 % младше 18 и 16,1 % старше 65 лет.